# کیروفسکه
کیروفسکه (زبان اوکراینی Хре́стівка) شهری در استان دونتسک در کشور اوکراین است. جمعیت این شهر ۲۷,۴۴۱ نفر (۲۰۲۱ تخمینی) است.